# Brunkulla
Brunkulla (Gymnadenia nigra) är en av Nordens sällsyntare orkidéer.

## Habitat
Brunkulla förekommer främst omkring Storsjön i Jämtland och vid Drivstuen i Dovre, och för övrigt endast känd från ett fåtal platser i Norrland och mellersta Norge. Brunkullan klassas som en starkt hotad art i Artdatabankens rödlista över hotade arter, och är fridlyst sedan 1958.
Förutom i Norden förekommer brunkullan i Alperna, Apenninerna, Pyrenéerna och på Balkan.

### Utbredningskartor
- Norden . På många av kartans lokaler är dock brunkulla numera utgången.
- Norra halvklotet

## Beskrivning
Brunkullan är visserligen lågväxt, men den röjer sig lätt på fjällängens brokiga blomstermatta genom axets kraftiga, till en början nästan svartaktiga purpurfärg och den starka vaniljdoften. I Alperna är den allmännare och får där dessutom det betecknande namnet "Chokoladenblümchen". Man har där iakttagit ovanligt talrika insektbesök hos dessa blommor.
Brunkulla skiljer sig från andra orkidéer genom att läppen, det största kalkbladet, är vänd uppåt under blomningen. Fruktämnet vrids nämligen inte ett halvt varv, som hos de andra. Blommans alla delar intar således hos Nigritella ett upp- och nedvänt läge i jämförelse med Orchis-blomman: den korta sporren befinner sig på bakre, inte främre sidan, pollinarierna häftar sig fast på insekthuvudets undersida, och så vidare. Befruktningsdelarnas form överensstämmer för övrigt närmast med brudsporrens.

## Landskapsblomma
Brunkulla är Jämtlands landskapsblomma.

## Trivialnamn
- Brunstolle
- Brunyxne

Underarter
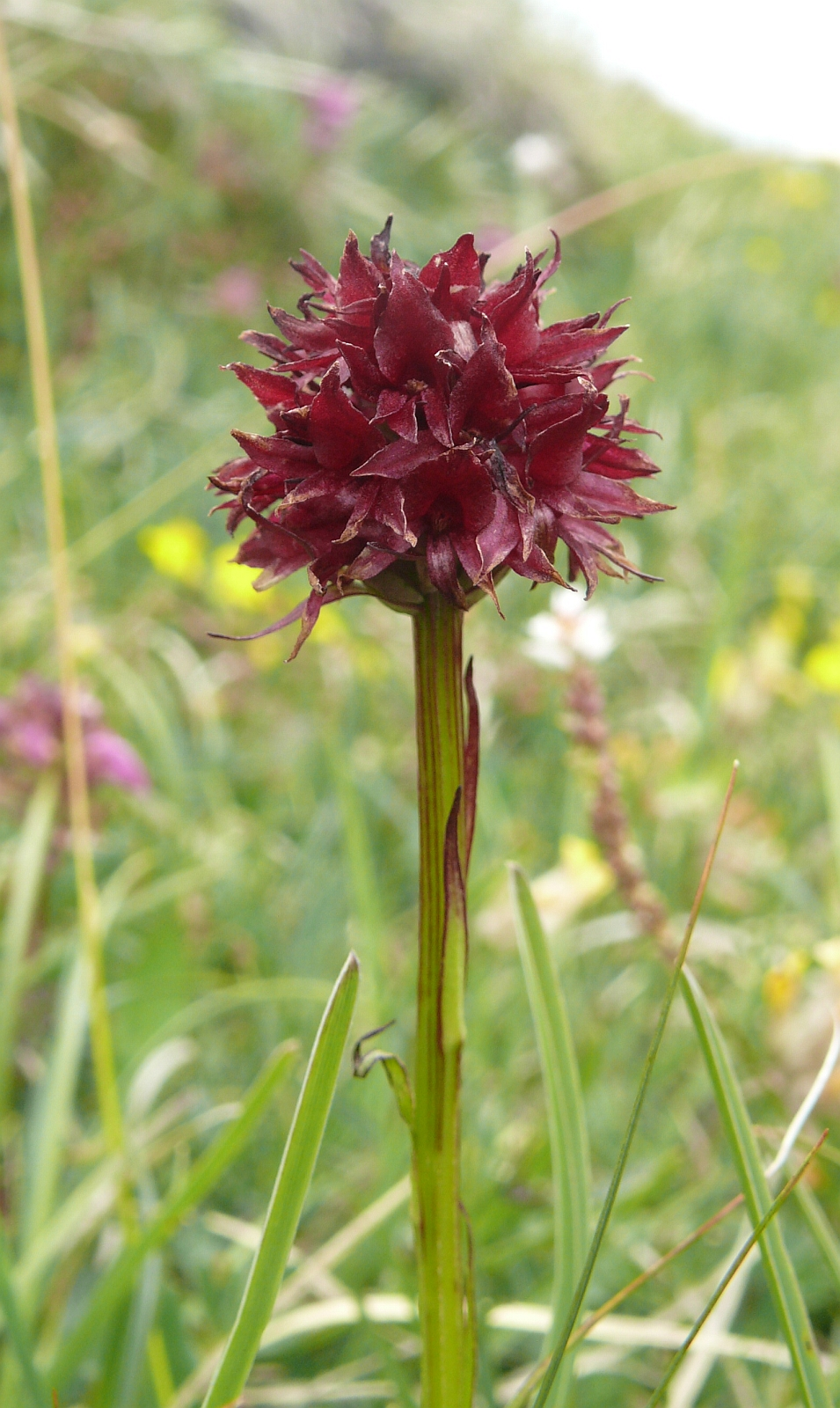
Nigritella nigra ssp. austriaca Tepper&E.Klein, 1990
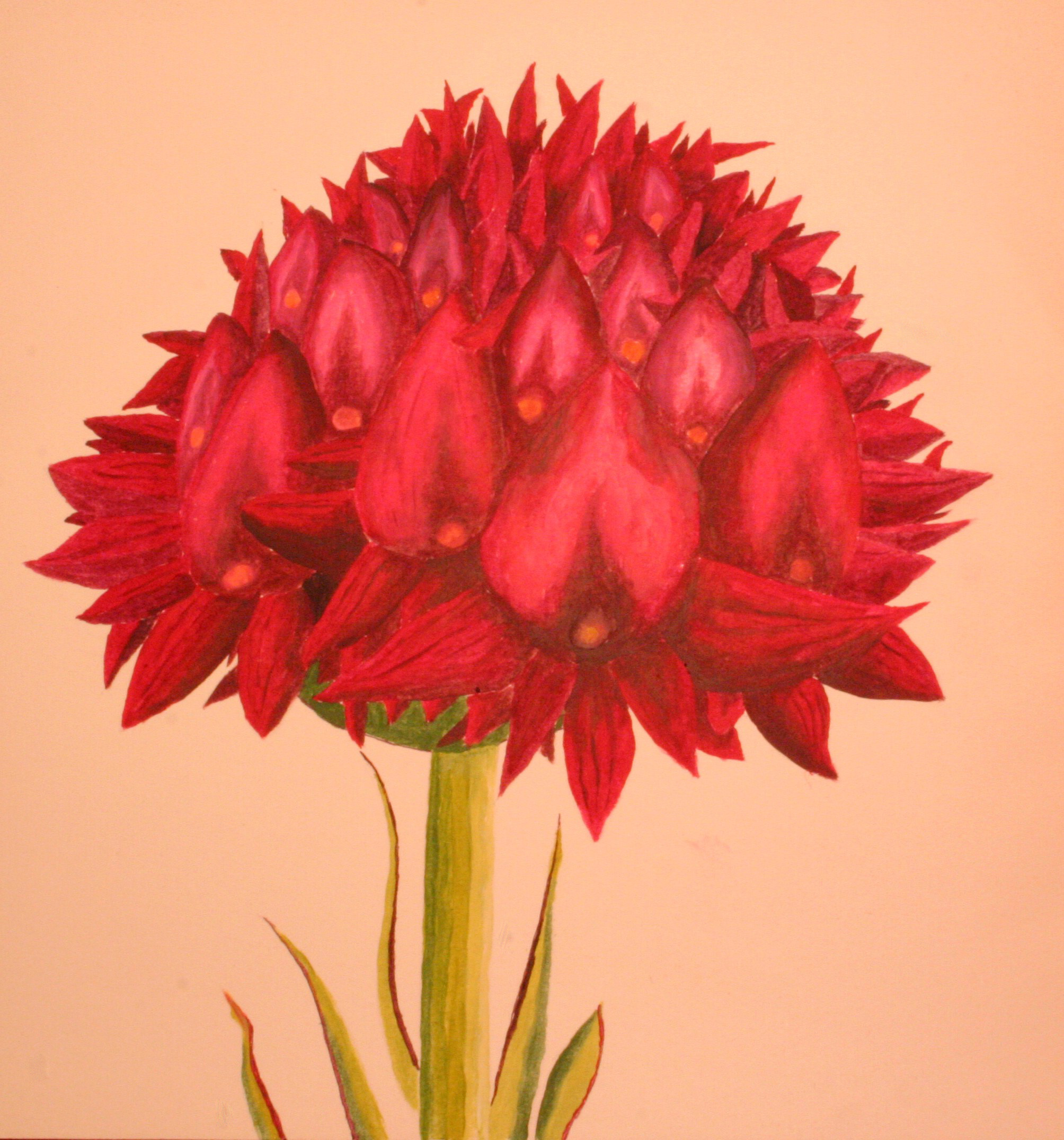
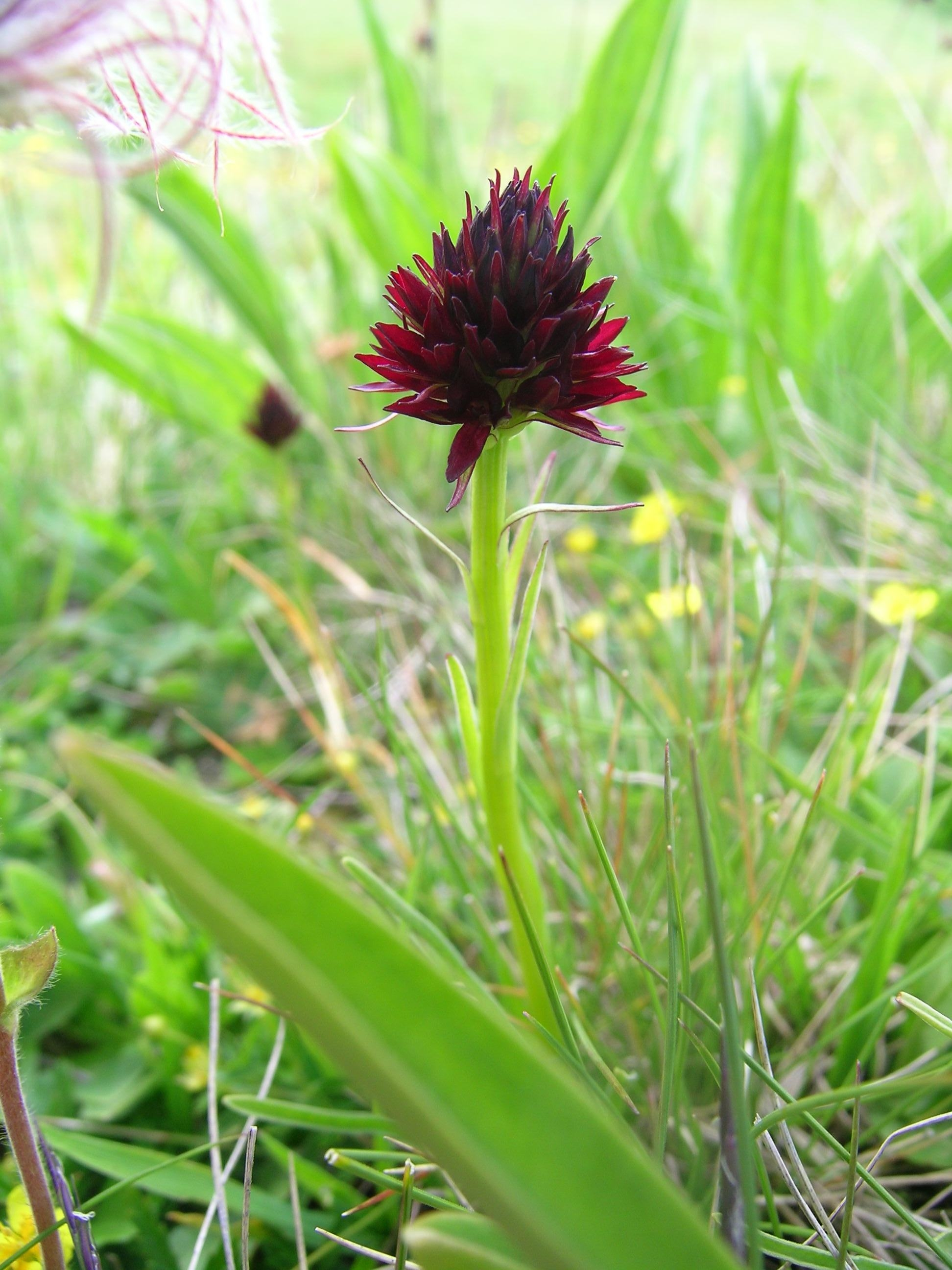
Nigritella nigra ssp. rhellicani (Tepper&E.Klein) H.Baumann
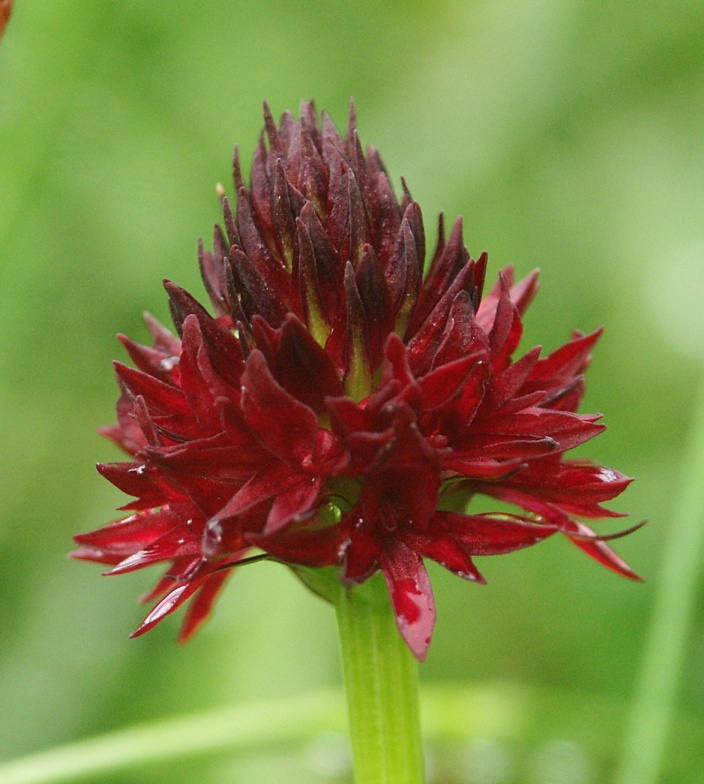